# Friedhof Karmėlava

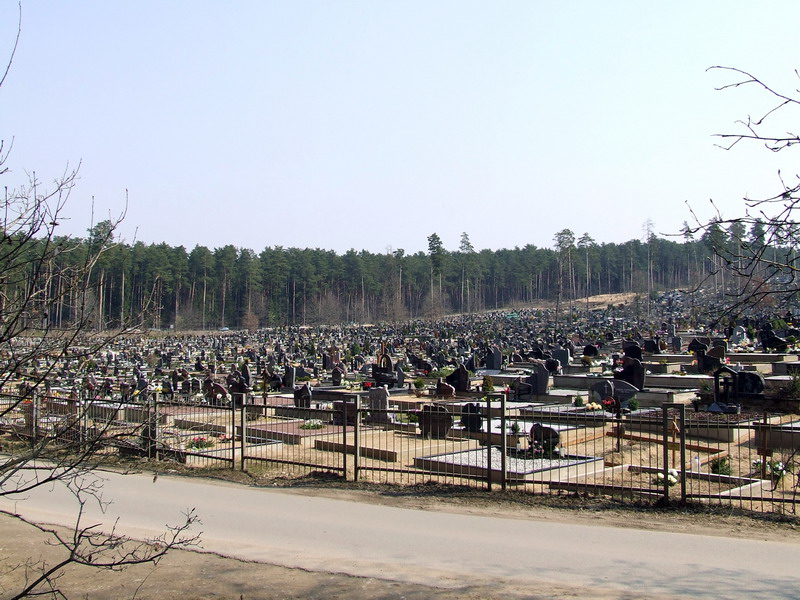
Friedhof Karmėlava

Der Friedhof Karmėlava (lit. Karmėlavos kapinės) ist der Hauptfriedhof der Stadt Kaunas in Litauen. Er befindet sich im Dorf  Rykštynė, Amtsbezirk Karmėlava, westlich vom Städtchen Karmėlava, unweit vom Dorf Peleniai. Er ist 82,2 ha groß. Der Friedhof wurde 1985 errichtet. Jährlich werden ca. 1000 Menschen bestattet. Der Friedhof Karmėlava wird vom kommunalen Unternehmen Kauno SĮ „Kapinių priežiūra“ verwaltet und betreut.

## Gräber
- Vanda Briedienė (1932–2013), litauische Politikerin, Mitglied des Seimas